# Гайо
Га́йо (індонез. Suku Gayo) — індонезійський народ, близький до батаків.
Гайо живуть на півночі острова Суматра в гірських районах провінції Ачех: округи Бенер-Мерьях (індонез. Kabupaten Bener Meriah), Центральний Ачех (індонез. Kabupaten Aceh Tengah) та Гайо-Луес (індонез. Kabupaten Gayo Lues).
Поділяються на субетнічні групи: такінгин, сербеджаді, гайо-лут, гайо-луес, тамьянг.

## Чисельність
2010 року чисельність гайо на території провінції Ачех становила 322 996 осіб (7,22 % її населення).

## Мова
Мова гайо схожа на батацькі й належить до північносуматранської групи малайсько-полінезійських мов австронезійської сім'ї. Поширені також індонезійська та ачеська мови.

## Релігія
Релігія — іслам сунітського напрямку із сильними пережитками домусульманських вірувань, віра в існування духів, переселення душ, гадання.

## Історія
Гайо належать до корінного населення Суматри. Починаючи з XVI—XVII ст. перебували під владою султанату Ачех. Зазнали сильного культурного впливу з боку ачинців, прийняли від них іслам. До початку ХХ ст. гайо не контактували з європейцями, їхній край лишався білою плямою на мапі. Але після кількох кривавих експедицій голландські колонізатори до 1914 р. підкорили їх.

## Основні заняття

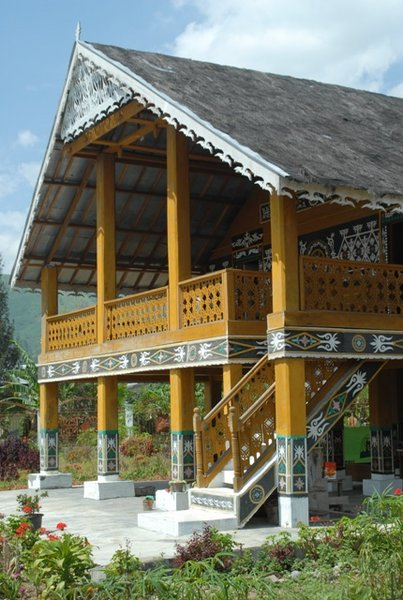
Традиційна хата гайо.

Основне заняття — землеробство. У річкових долинах поширене рисівництво на заливних полях, для оранки використовують буйволів. На гірських схилах вирощують суходольний рис, кукурудзу, бульби, коренеплоди, тютюн, застосовуються ручні методи землеробства. Розвинені також скотарство (буйволи, велика і дрібна рогата худоба) і ремесла (ткацтво, ковальство, зброярство, ювелірне), лісові промисли.

## Суспільство
У гайо зберігаються пережитки патріархальних відносин. Люди поділяються на патрилінійні роди, що звуться блах, очолювані старійшинами (роджо). Зберігається розширена сім'я, яка може налічувати до 60 душ. Ліси, пасовища, цілина є спільною власністю сільської громади, а сільськогосподарські ділянки належать розширеним сім'ям.

## Побут
Традиційна хата гайо велика, має каркасну конструкцію, ставиться на палях. Вона розрахована на велику сім'ю і поділена на багато приміщень для окремих сімейних пар. Уздовж хати йдуть «чоловіча» й «жіноча» відкриті галереї.
Основу харчування становить варений рис з овочевими приправами, м'ясо їдять лише на свята. Поширений звичай жувати бетель.